# Lee-tzsche
Lee-tzche（リーチェ、本名：イ・サンウン（李 尙恩）、1970年3月12日 - ）は韓国生まれの女性シンガーソングライター。1990年代より主に日本で活躍する。

## プロフィール
ソウル生まれ。昌徳女子高等学校、漢陽大学校演劇映画科卒。
中学生の頃、マイケル・ジャクソンのスリラー（Thriller）を見たのをきっかけに歌手を目指すようになる。
1988年、18歳の時にMBC江辺歌謡祭で歌った「ダムダディ」で大賞を獲得してデビュー。当時としては非常に珍しいトムボーイスタイルで、まるで少女漫画の男装した女の子が現実に現れたかのような感覚で、少女ファンたちに熱狂的な人気を獲得した韓国歌謡史で最も破格的な女性アイドルの一人であった。
アイドルとして絶大な人気を得たが、2年後の1990年、アイドルのイメージに懐疑感を感じて日本へ留学、1991年には美術勉強のためアメリカ合衆国へ留学し、留学中の1991年11月3日、《遅い日》を発売。留学後は日韓を往復しての活動を続ける。
1997年以降、韓国外では「Lee-tzsche」の名で活動する。この芸名は両親の姓をそれぞれとったもので、"tzsche"という綴りはフリードリヒ・ニーチェ（Nietzsche）に因む。
8枚目のアルバム「Lee-tzsche」（全曲英語詞）に収録された「オギヨディオラ」が、1998年に公開された日本映画「がんばっていきまっしょい」の主題歌として採用された。
代表曲には「ダムダディ」、「愛する」、「新しい」、「秘密の花園」などがある。

## ディスコグラフィー

### アルバム
- ACTUALLY, FINALLY（VJ、1997年11月7日）
- Lee-tzesche（ヴァージン、1997年12月10日）
- オギヨディオラ（VJ、1998年8月26日）
- エイジアン・プリスクリプション（VJ、1999年3月25日）
- 果てしない物語（EMI、2001年3月16日）
- ザ・ベスト・オブ・リーチェ（エイジアン・ブリーズ）（EMI、2002年3月27日）
- 神秘體驗（WORLD CLIQUE、2003年11月21日）

### シングル
- オギヨディオラ（VJ、1998年8月26日）
- パス（VJ、1999年2月24日）